# Assara albicostalis
Assara albicostalis là một loài bướm đêm thuộc họ Pyralidae. Nó có phạm vi phân bố rộng và được ghi nhận từ Ấn Độ, Sri Lanka, Thái Lan, Sabah, Philippines, Đài Loan, Sulawesi, Úc, Fiji, Tahiti, Samoa, Hawaii và Marquesas.
Sải cánh dài 12–20 mm.